# Jean-Marie Aubron
Pour les articles homonymes, voir Aubron.
Jean-Marie Aubron, né le 30 décembre 1937 à Villedieu-la-Blouère (Maine-et-Loire) et mort le 20 juin 2023 à Yutz (Moselle,), est un homme politique français. Membre du Parti socialiste, il est maire de Guénange de 1977 à 1997 et dèputé de Moselle de 1997 à 2007.

## Biographie
Ancien métallurgiste, Jean-Marie Aubron est élu député en 1997 face au député sortant divers-droite et maire d'Amnéville Jean Kiffer. Il est réélu le 16 juin 2002, pour la XIIe législature (2002-2007), dans la 8e circonscription de la Moselle (Rombas-Bouzonville). Il fait partie du groupe socialiste.
Il est élu par deux fois conseiller général du canton de Metzervisse.
En 2007, il décide de ne pas se représenter et Aurélie Filippetti est investie par le PS.

## Mandats
- 15/03/1976 - 21/03/1982 : membre du conseil général de la Moselle
- 20/03/1977 - 09/03/1983 : maire de Guénange (Moselle)
- 14/03/1983 - 12/03/1989 : maire de Guénange
- 03/10/1988 - 27/03/1994 : membre du conseil général de la Moselle
- 20/03/1989 - 18/06/1995 : maire de Guénange
- 28/03/1994 - 18/03/2001 : membre du conseil général de la Moselle
- 25/06/1995 - 18/03/2001 : membre du conseil municipal de Guénange
- 25/06/1995 - 01/12/1997 : maire de Guénange
- 01/06/1997 - 18/06/2007 : député
- 28/03/2001 - 2008: membre du conseil général de la Moselle